# Katholieke Kerk in Argentinië

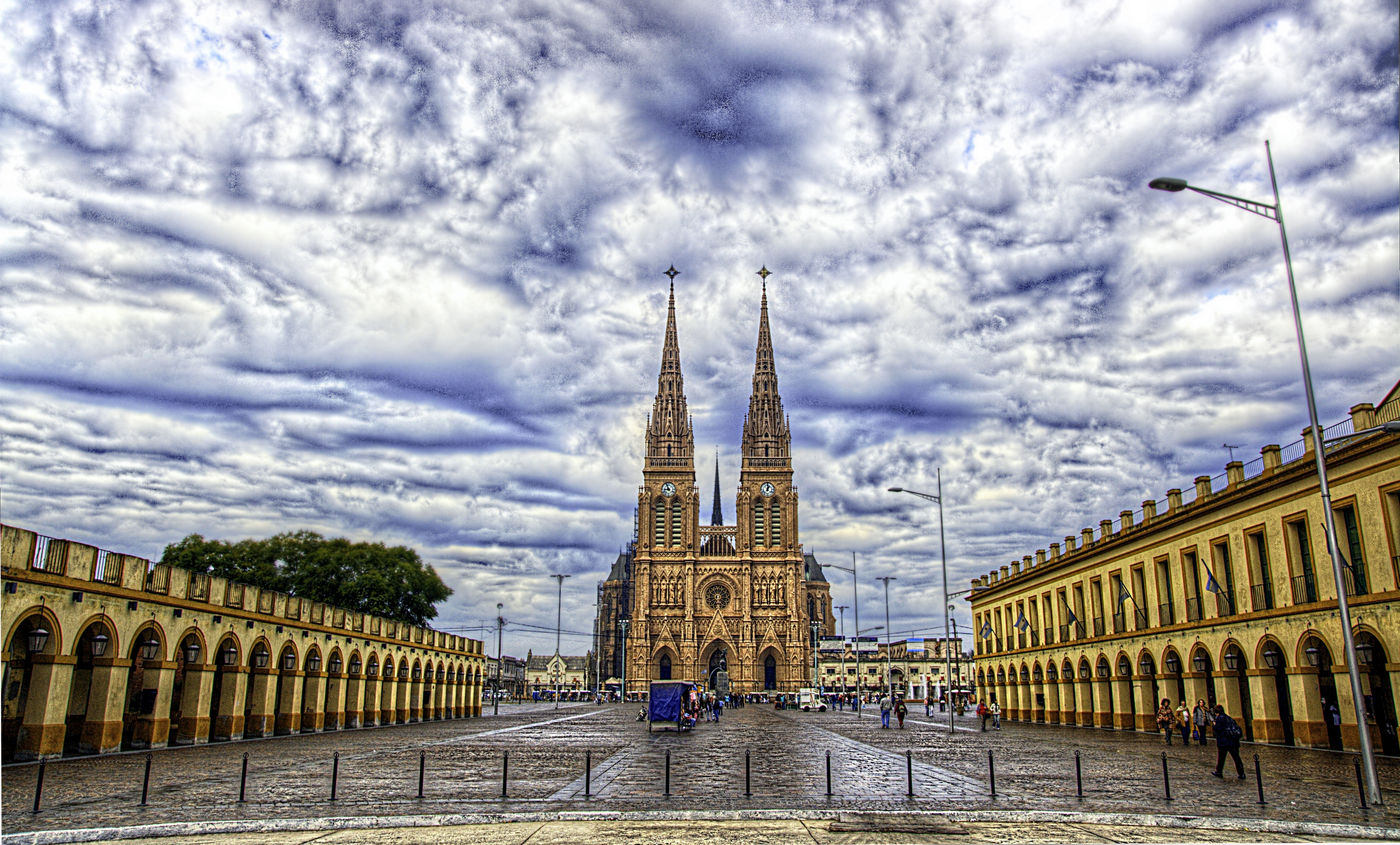
Basiliek van Onze-Vrouwe van Luján, te Luján

De Katholieke Kerk in Argentinië is een onderdeel van de wereldwijde Katholieke Kerk, onder het geestelijk leiderschap van de paus en de curie in Rome.
In 2005 waren ongeveer 34.200.000 (90%) inwoners van Argentinië katholiek.  De Katholieke Kerk is er geen staatskerk.
Spaanse kolonisten hebben het katholicisme naar Zuid-Amerika gebracht, waar het een blijvende stempel heeft gedrukt op de Argentijnse maatschappij. In sommige gebieden paste de Kerk zich aan de Indiaanse godsdiensten aan. Presidentskandidaten moesten tot voor kort katholiek zijn, maar in 1994 werd het betreffende artikel geschrapt.
Argentinië bestaat uit 63 bisdommen die de Romeinse ritus volgen, waaronder 14 aartsbisdommen, verder zijn er vier territoriale prelaturen, een militair ordinariaat, drie bisdommen van oosters-katholieke kerken, een oosters apostolisch exarchaat en een oosters ordinariaat voor de overige oosterse gelovigen zonder eigen bisschop De bisdommen, territoriale prelaturen en het apostolisch exarchaat zijn verspreid over 14 kerkprovincies. Het oosters ordinariaat en het militair ordinariaat vallen direct onder de Heilige Stoel. Het Armeense bisdom San Gregorio de Narek en Buenos Aires valt direct onder de patriarch van de Armeens-Katholieke Kerk. De bisschoppen zijn lid van de bisschoppenconferentie van Argentinië. President van de bisschoppenconferentie is José María Arancedo, aartsbisschop van Santa Fe de la Vera Cruz. Verder is men lid van de Consejo Episcopal Latinoamericano.
Primaat van Argentinië is de aartsbisschop van Buenos Aires, Mario Poli.
De apostolische nuntius voor Argentinië is aartsbisschop Mirosław Adamczyk.
Argentinië heeft tweemaal een bezoek gehad van een paus. Paus Johannes Paulus II bezocht het land in 1982 en 1987. Het land heeft vier kardinalen, waaronder twee kardinaal electors (april 2012). Op 13 maart 2013 is Jorge Mario Bergoglio gekozen tot paus, waarmee hij de eerste paus uit Argentinië en Latijns-Amerika is. Hij nam de naam aan van Franciscus.

## Bisdommen
| - Aartsbisdom - Bisdom |

- Bahía Blanca
  - Alto Valle del Río Negro
  - Comodoro Rivadavia
  - Río Gallegos
  - San Carlos de Bariloche
  - Santa Rosa
  - Viedma
  - Esquel (Territoriale prelatuur)
- Buenos Aires
  - Avellaneda-Lanús
  - Gregorio de Laferrere
  - Lomas de Zamora
  - Morón
  - Quilmes

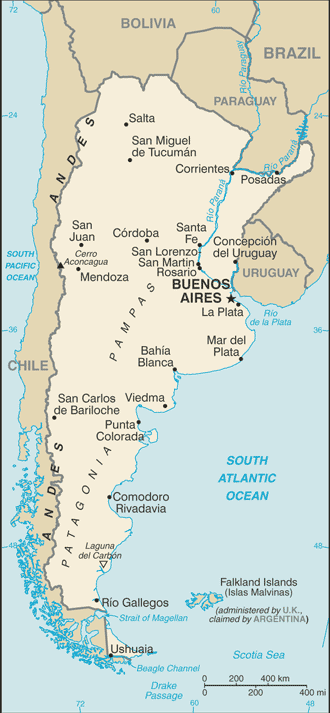
Argentinië

  - San Charbel en Buenos Aires (Maronitisch)
  - San Isidro
  - San Justo
  - San Martín
  - San Miguel
  - Santa María del Patrocinio en Buenos Aires (Oekraïenisch)
- Córdoba
  - Cruz del Eje
  - San Francisco
  - Villa de la Concepción del Río Cuarto
  - Villa María
  - Deán Funes (Territoriale prelatuur)
- Corrientes
  - Goya
  - Oberá
  - Posadas
  - Puerto Iguazú
  - Santo Tomé
- La Plata
  - Azul
  - Chascomús
  - Mar del Plata
- Mendoza
  - Neuquén
  - San Rafael
- Mercedes-Luján
  - Merlo-Moreno
  - Nueve de Julio
  - Zárate-Campana
- Paraná
  - Concordia
  - Gualeguaychú
- Resistencia
  - Formosa
  - San Roque de Presidencia Roque Sáenz Peña
- Rosario
  - San Nicolás de los Arroyos
  - Venado Tuerto
- Salta
  - Catamarca
  - Jujuy
  - Orán
  - Cafayate (Territoriale prelatuur)
  - Humahuaca (Territoriale prelatuur)
- San Juan de Cuyo
  - La Rioja
  - San Luis
- Santa Fe de la Vera Cruz
  - Rafaela
  - Reconquista
- Tucumán
  - Añatuya
  - Concepción
  - Santiago del Estero
- Direct onder de Heilige Stoel
  - Apostolisch exarchaat Argentina (Melkitisch)
  - Ordinariaat Argentina
  - Militair ordinariaat
- Direct onder de Armeense Patriarch
  - Bisdom San Gregorio de Narek en Buenos Aires (Armeens)

## Nuntius
- Apostolisch delegaat
  - Bishop Lodovico Maria Besi (9 juli 1850 - 8 september 1871)
  - Aartsbisschop Marino Marini (16 juni 1857 - 1864)
  - Aartsbisschop Angelo Di Pietro (28 december 1877 - 30 september 1879, later kardinaal)
  - Aartsbisschop Luigi Matera (april 1880 - oktober 1884)
- Apostolisch internuntius
  - Aartsbisschop Antonio Sabatucci (maart 1900 - november 1906)
  - Aartsbisschop Achille Locatelli (22 november 1906 - 1916, later kardinaal)
- Apostolisch nuntius
  - Aartsbisschop Alberto Vassallo-Torregrossa (8 juli 1916 - oktober 1922)
  - Aartsbisschop Giovanni Beda Cardinale (25 juli 1922 - 29 augustus 1925)
  - Aartsbisschop Filippo Cortesi (november 1926 - 24 december 1936)
  - Aartsbisschop Giuseppe Fietta (20 juni 1936 - 26 januari 1953, later kardinaal)
  - Aartsbisschop Mario Zanin (7 februari 1953 - 4 augustus 1958)
  - Aartsbisschop Umberto Mozzoni (20 september 1958 - 19 april 1969, later kardinaal)
  - Aartsbisschop Lino Zanini (7 mei 1969 - maart 1974)
  - Aartsbisschop Pío Laghi (27 april 1974 - 10 december 1980, later kardinaal)
  - Aartsbisschop Ubaldo Calabresi (23 januari 1981 - 4 maart 2000)
  - Aartsbisschop Santos Abril y Castelló (4 maart 2000 - 9 april 2003, later kardinaal)
  - Aartsbisschop Adriano Bernardini (26 april 2003 - 15 november 2011)
  - Aartsbisschop Emil Paul Tscherrig (5 januari 2012 - 12 september 2017)
  - Aartsbisschop Léon Kalenga Badikebele (17 maart 2018 - 12 juni 2019)
  - Aartsbisschop Mirosław Adamczyk (sinds 22 februari 2020)